# Globočica (Kačanik)
Pour l’article homonyme, voir Globočica (Gora).
Glloboçicë en albanais et Globočica en serbe latin (en serbe cyrillique : Глобочица) est une localité du Kosovo située dans la commune/municipalité de Kaçanik/Kačanik, district de Ferizaj/Uroševac (Kosovo) ou district de Kosovo (Serbie). Selon le recensement kosovar de 2011, elle compte 1 287 habitants.

## Histoire
La mosquée du village, construite en 1895, est proposée pour une inscription sur la liste des monuments culturels du Kosovo.

## Démographie

### Évolution historique de la population dans la localité
| 1948 | 1953 | 1961 | 1971 | 1981 | 1991  | 2011  |
| ---- | ---- | ---- | ---- | ---- | ----- | ----- |
| 689  | 746  | 703  | 685  | 965  | 1 029 | 1 287 |

|  |

### Répartition de la population par nationalités (2011)
En 2011, les Albanais représentaient 99,69 % de la population.